# Anton Gerard van Hamel (keltoloog)
Anton Gerard van Hamel (Hilversum, 5 juli 1886 - Utrecht, 23 november 1945) was een Nederlands wetenschapper, die vooral bekend is geworden vanwege zijn bijdragen aan het onderzoek naar Keltisch en Germaanse talen. Zijn bijdragen richtten zich met name op literatuur, linguïstiek, filologie en mythologie. Hij was een neef van de rechtsgeleerde Gerard Anton van Hamel.

## Opleiding
Na voltooiing van zijn middelbare-schoolopleiding aan het huidige Barlaeus Gymnasium in Amsterdam studeerde Van Hamel van 1904 tot 1908 Nederlandse taal en literatuur aan de Universiteit van Amsterdam (UvA). Daarnaast volgde hij colleges in Ierland en Duitsland. Hij publiceerde al tijdens zijn studie artikelen in Propria Cures over Germaanse en Keltische studies; deze zouden later de onderwerpen van zijn expertise gaan vormen. Van 1906 tot 1909 was hij redacteur van dit blad. In 1911 ontving hij zijn doctoraat cum laude voor zijn onderzoek naar De oudste Keltische en Angelsaksische geschiedbronnen onder de supervisie van R.C. Boer.

## Carrière
Van Hamels vroege carrière ging gepaard met enkele pieken en dalen, waarbij zijn ambitie om een geschikte leerstoel te verkrijgen werd bemoeilijkt door controverses en ongelukkige omstandigheden. In 1910 doceerde Van Hamel Nederlands aan de gemeentelijke middelbare school in Middelburg, maar hij was niet tevreden met zijn positie en het lage salaris. In 1912 mislukte zijn poging een hoogleraarschap Engels aan de UvA te bemachtigen toen hij ervan werd beschuldigd het Engels slecht te beheersen. In hetzelfde jaar ging hij weer Nederlandse les geven, ditmaal op het Erasmiaans Gymnasium te Rotterdam.
Tijdens de Eerste Wereldoorlog werd hij buitengewoon hoogleraar Nederlandse taal en literatuur aan de Universiteit van Bonn. Slechte ervaringen met de Duitse overheid deden Van Hamel echter terugkeren naar Nederland; hij zei zijn zieke vader te gaan bezoeken, maar keerde niet terug naar Duitsland. In 1917 accepteerde hij de functie van bibliothecaris aan de Nederlandsche Handels-Hoogeschool in Rotterdam. Zijn kandidatuur voor hoogleraar Nederlandse taal en literatuur aan de UvA in 1918 (als opvolger van Jan te Winkel) zette hem meerdere malen in kwaad daglicht toen verscheidene taalkundigen (vaak ieder met hun eigen favoriete kandidaat) hun tegenwerpingen uitten. Van Hamel bleef bibliothecaris, maar zag wel de kans deze functie te combineren met een functie als docent Keltische talen aan de Universiteit Leiden. In 1921 verhuisde hij van Rotterdam naar Den Haag, alwaar hij werd benoemd tot bibliothecaris van het Vredespaleis.
In 1923 werd Van Hamel hoogleraar Oudgermaans aan de Universiteit Utrecht. Op zijn verzoek werd het Keltisch toegevoegd aan de leerstoel, omdat hij overtuigd was dat de twee vakgebieden aan elkaar verwant waren. Zijn verbeterde situatie stond hem toe meer tijd en energie te steken in het publiceren van onderzoeken. In 1925 werd hij lid van de Koninklijke Nederlandse Akademie van Wetenschappen.
In 1928 deed Van Hamel bij de Utrechtse politie aangifte van chantage door enkele minderjarige jongens. Hij gaf toe een van hen op straat te hebben opgepikt, maar ontkende enig seksueel contact. Hij werd vervolgd op grond van het toenmalige Artikel 248bis van het Wetboek van Strafrecht, maar in hoger beroep vrijgesproken. De universiteit had hem tijdens het proces met ziekteverlof gestuurd, en ondanks de vrijspraak wilde de minister van onderwijs hem niet laten terugkeren. Dit leidde tot een petitie van studenten, georganiseerd door Piet Meertens, waarin zij erop aandrongen 'onze leermeester Prof. Dr. A.G. van Hamel, dien wij om zijn persoonlijkheid hoogschatten en om zijn voortreffelijk onderwijs ten zeerste waardeeren', zijn colleges te laten hervatten. Vervolgens stelde de senaat van de universiteit zich op achter het verzoek, en de minister ging overstag.
Een nieuwe persoonlijke crisis ontvouwde zich tegen het eind van de jaren 30, toen Van Hamel stopte met schrijven. De onderbreking werd veroorzaakt door de politieke ontwikkelingen in Europa, maar mogelijk ook door zijn toenemende doofheid. Tijdens de Tweede Wereldoorlog en de Duitse bezetting van Nederland werd A.G. van Hamel weer actief, maar de nieuwe situatie stond de communicatie met buitenlandse contacten in de weg en beperkte in sterke mate zijn mogelijkheden tot publicatie. Na de academische crisis van 1943, toen de Duitsers zonder succes probeerden alle studenten en faculteitsmedewerkers een ‘verklaring van loyaliteit’ op te leggen, werd Van Hamels werk voor de universiteit al gauw beperkt en richtte hij zich enkel nog op zijn publicaties.
De latere hoogleraar Keltische taal- en letterkunde Maartje Draak was een leerling van Van Hamel.

## Overlijden
Zo'n zes maanden na de bevrijding van Nederland, werd Van Hamel plotseling in het ziekenhuis opgenomen voor een spoedoperatie. Hij overleed op de operatietafel op 59-jarige leeftijd.

## Stichting A.G. van Hamel voor Keltische studies
In 1991 werd een organisatie opgericht ter promotie van Keltische studies, met name in Nederland. Deze stichting heeft zichzelf vernoemd naar de bekende wetenschapper: Stichting A.G. van Hamel voor Keltische studies. De activiteiten van de Stichting omvatten onder meer het organiseren van lezingen, met name de "Van Hamel Lezing" en een jaarlijks colloquium, en de publicatie van een magazine genaamd "Kelten".